# Víctor Manuel Aguado
Víctor Manuel Aguado (* 1. April 1960 in Mexiko-Stadt) ist ein ehemaliger mexikanischer Fußballspieler auf der Position des Torwarts.

## Laufbahn
Aguado begann seine Profikarriere in der Saison 1982/83 beim Club León und schaffte schon bald den Sprung in die mexikanische Nationalmannschaft, für die er 1983 und 1984 zu drei Einsätzen kam.
Nach fünf Jahren bei den Esmeraldas wechselte Aguado zum Club Universidad de Guadalajara, mit dem er in der Saison 1989/90 Vizemeister der mexikanischen Liga wurde.
Seine letzte Spielzeit in der höchsten mexikanischen Spielklasse verbrachte Aguado 1991/92 bei Santos Laguna.
Nach seiner aktiven Laufbahn begann Aguado eine Trainertätigkeit und war in der Saison 1997/98 als Cheftrainer des Erstligisten Tiburones Rojos Veracruz im Einsatz. In der Clausura 2006 betreute er die Erstligamannschaft des heutigen Rekordmeisters Club América. Dazwischen war er 2003 Nationalcoach der guatemaltekischen Nationalmannschaft.